# Carl Boese
Pour les articles homonymes, voir Boese.
Carl Boese, né le 26 août 1887 à Berlin (Allemagne), où il est mort le 6 juillet 1958, est un réalisateur, scénariste et producteur allemand.

## Biographie
Après des études de philosophie et d'histoire de l'art, Carl Boese est d'abord journaliste, puis auteur et metteur en scène au théâtre de Leipzig. Il revient de la Grande guerre avec un bras paralysé et devient successivement critique de cinéma, scénariste et producteur de films commerciaux.
En 1920, il collabore avec Paul Wegener à la réalisation de la version la plus réussie du Golem, qui est aussi l'une des œuvres majeures du cinéma expressionniste allemand. Il rompt ensuite avec Wegener et retourne, à la fois comme coréalisateur et producteur, au genre plus mineur de la comédie légère.
Au cours des années 1920, il signe toutefois l'un des films du Kammerspiel, Le Dernier Fiacre de Berlin (Die Letzte Droschke von Berlin) (1926) ainsi qu’un film relevant du « cinéma de rue » (Strassenfilm), Les Enfants de la rue (Kinder der Straße) (1929).
À l'avènement du parlant, il multiplie la réalisation et la production de films légers, jusqu'à plusieurs par an, appartenant au genre de la comédie militaire, ce qui lui vaut les sarcasmes de la presse de gauche.
Voyant d'un bon œil l'arrivée au pouvoir de Hitler en 1933, il travaille à un rythme très soutenu (plusieurs films par an) sous le Troisième Reich pour une industrie cinématographique désormais contrôlée par les nazis, tout en restant fidèle au genre léger qu'il affectionne.
Après la Guerre, il continuera son travail dans la même veine.
Boese a été marié trois fois, avec les actrices Grete Hollmann (1920), Margot Hollaender (1932) et Elena Luber (1938).

## Filmographie

### Réalisateur
- 1917 : Farmer Borchardt
- 1917 : Der Verräter
- 1918 : Der Fluch des Nuri
- 1918 : Die Wette um eine Seele
- 1918 : Der Fliegentüten-Othello
- 1918 : Donna Lucia
- 1918 : Liebe und Leben - 3. Teil: Zwei Welten
- 1919 : Nocturno der Liebe
- 1919 : Im letzten Augenblick
- 1919 : Dolores
- 1919 : Die Geisha und der Samurai
- 1919 : Die Gestohlene Seele
- 1919 : Verschleppt
- 1919 : Gepeitscht
- 1919 : Die Sumpfhanne
- 1919 : Der Teufel und die Madonna
- 1919 : Fluch der Vergangenheit
- 1919 : Der Tintenfischclub
- 1920 : Schiffe und Menschen
- 1920 : Die Präriediva
- 1920 : Das Lied der Puszta
- 1920 : Erpreßt
- 1920 : Die Tänzerin Barberina
- 1920 : Um Diamanten und Frauen
- 1920 : Drei Nächte
- 1920 : Le Golem (Der Golem, wie er in die Welt kam) avec Paul Wegener
- 1921 : Das Floss der Toten
- 1921 : Der Schrecken der roten Mühle
- 1921 : Der Gang durch die Hölle
- 1923 : Maciste und die chinesische Truhe
- 1924 : Sklaven der Liebe
- 1924 : Die Frau im Feuer
- 1925 : Krieg im Frieden
- 1925 : Heiratsschwindler
- 1925 : Die Drei Portiermädel
- 1925 : ...und es lockt ein Ruf aus sündiger Welt
- 1925 : Wenn Du eine Tante hast
- 1925 : Die Eiserne Braut
- 1926 : Es blasen die Trompeten
- 1926 : Grüß mir das blonde Kind am Rhein
- 1926 : Der Mann ohne Schlaf
- 1926 : Le Dernier Fiacre de Berlin (Die Letzte Droschke von Berlin)
- 1926 : Nanette macht alles
- 1926 : Kubinke, der Barbier, und die drei Dienstmädchen
- 1926 : Der Seekadett
- 1926 : Ledige Töchter
- 1927 : Das Edle Blut
- 1927 : Die Weiße Spinne
- 1927 : Die Indiskrete Frau
- 1927 : Schwere Jungs - leichte Mädchen
- 1928 : Der Piccolo vom Goldenen Löwen
- 1928 : Wenn die Mutter und die Tochter...
- 1928 : Eva in Seide
- 1928 : Ossi hat die Hosen an
- 1928 : Lemkes sel. Witwe
- 1929 : Kinder der Straße
- 1929 : Geschminkte Jugend
- 1929 : Bobby, der Benzinjunge
- 1930 : Alimente
- 1930 : O Mädchen, mein Mädchen, wie lieb' ich Dich!
- 1930 : Ehestreik
- 1930 : Der Detektiv des Kaisers
- 1930 : Komm' zu mir zum Rendezvous
- 1930 : Bockbierfest
- 1930 : Drei Tage Mittelarrest
- 1931 : Vater geht auf Reisen
- 1931 : Keine Feier ohne Meyer
- 1931 : Grock
- 1931 : Kasernenzauber
- 1931 : Der Schrecken der Garnison
- 1931 : Meine Cousine aus Warschau
- 1931 : Die Schwebende Jungfrau
- 1931 : Der Ungetreue Eckehart
- 1931 : Dienst ist Dienst
- 1932 : Der Schönste Mann im Staate
- 1932 : Drei von der Kavallerie
- 1932 : Man braucht kein Geld
- 1932 : Vous serez ma femme
- 1932 : Lumpenkavaliere
- 1932 : Der Frechdachs
- 1932 : Theodor Körner (de)
- 1932 : Annemarie, die Braut der Kompanie
- 1932 : Madame hat Besuch
- 1932 : Paprika
- 1933 : Der Große Trick
- 1933 : Das Blumenmädchen vom Grand-Hotel
- 1933 : Eine Frau wie Du
- 1933 : Die Unschuld vom Lande
- 1933 : Die Herren vom Maxim
- 1933 : Die Kalte Mamsell
- 1933 : Heimkehr ins Glück
- 1933 : Roman einer Nacht
- 1933 : Gruß und Kuß - Veronika
- 1933 : Drei blaue Jungs – ein blondes Mädel
- 1933 : Das Lied vom Glück
- 1933 : Gretel zieht das große Los
- 1934 : Schützenkönig wird der Felix
- 1934 : Der Schrecken vom Heidekrug
- 1934 : La Provincialina
- 1934 : Meine Frau, die Schützenkönigin
- 1934 : Lisetta
- 1934 : ...heute abend bei mir
- 1934 : Herz ist Trumpf
- 1934 : Fräulein Frau
- 1934 : Liebe dumme Mama
- 1935 : Wenn ein Mädel Hochzeit macht
- 1935 : Eine Nacht an der Donau
- 1935 : Der Gefangene des Königs
- 1935 : Ein Ganzer Kerl
- 1935 : Die Fahrt in die Jugend
- 1935 : Ein Falscher Fuffziger
- 1936 : Der Verkannte Lebemann
- 1936 : Eine Nacht mit Hindernissen
- 1936 : Männer vor der Ehe
- 1936 : Engel mit kleinen Fehlern
- 1936 : Dahinten in der Heide
- 1937 : Wie der Hase läuft
- 1937 : Dyplomatyczna
- 1937 : Abenteuer in Warschau
- 1937 : Dyplomatyczna zona
- 1937 : Mädchen für alles
- 1938 : War es der im 3. Stock?
- 1938 : Heiraten - aber wen?
- 1938 : Schüsse in Kabine 7
- 1938 : Fünf Millionen suchen einen Erben
- 1938 : Steputat & Co.
- 1938 : Schwarzfahrt ins Glück
- 1939 : Hallo Janine!
- 1939 : Drei Väter um Anna
- 1939 : Meine Tante - deine Tante
- 1940 : Polterabend
- 1941 : Hochzeitsnacht
- 1941 : Familienanschluß
- 1941 : Alles für Gloria
- 1941 : La Famiglia Brambilla in vacanza
- 1943 : Leichtes Blut
- 1943 : Lascia cantare il cuore
- 1943 : ...und die Musik spielt dazu
- 1944 : Um neun kommt Harald
- 1944 : Das Hochzeitshotel
- 1948 : Beate
- 1949 : Der Posaunist
- 1950 : Taxi-Gattin
- 1950 : Wenn Männer schwindeln
- 1951 : Unschuld in tausend Nöten
- 1952 : Der Keusche Lebemann
- 1953 : Das Nachtgespenst
- 1953 : Frauen, Filme, Fernsehfunk
- 1953 : Der Onkel aus Amerika
- 1953 : Der Keusche Josef
- 1955 : La Mouche espagnole (Die spanische Fliege), adapté de la pièce Die spanische Fliege
- 1956 : Meine Tante, deine Tante
- 1957 : Vater macht Karriere

### Scénariste
- 1917 : Der Verräter
- 1920 : Um Diamanten und Frauen
- 1921 : Der Gang durch die Hölle
- 1924 : Sklaven der Liebe
- 1927 : Die Sporck'schen Jäger
- 1928 : Eva in Seide
- 1928 : Lemkes sel. Witwe
- 1930 : Komm' zu mir zum Rendezvous
- 1930 : L'amour chante
- 1933 : Gretel zieht das große Los
- 1941 : Alles für Gloria
- 1943 : ...und die Musik spielt dazu
- 1948 : Beate
- 1949 : Der Posaunist
- 1950 : Taxi-Gattin
- 1951 : Unschuld in tausend Nöten

### Producteur
- 1927 : Die Sporck'schen Jäger
- 1927 : Die Heilige Lüge
- 1927 : Die Elf Teufel
- 1927 : Schwere Jungs - leichte Mädchen
- 1928 : Der Piccolo vom Goldenen Löwen
- 1928 : Wenn die Mutter und die Tochter...
- 1928 : Eva in Seide
- 1928 : Ossi hat die Hosen an
- 1928 : Lemkes sel. Witwe
- 1929 : Geschminkte Jugend
- 1929 : Bobby, der Benzinjunge
- 1933 : Drei blaue Jungs, ein blondes Mädel